# Гранулярная дистрофия роговицы II типа
Гранулярная дистрофия роговицы II типа, или дистрофия роговицы Авеллино, — редкая форма дистрофии роговой оболочки глаза человека, связанная с мутациями гена TGFBI, кодирующего белок кератоэпителин. Заболевание было впервые описано Р. Фолбергом и коллегами в 1988 году. Все четыре семьи, у членов которых была обнаружена дистрофия, вели свой род из итальянской провинции Авеллино.

## См. также
- Гранулярная дистрофия роговицы I типа
- Дистрофия боуменовой мембраны I типа
- Дистрофия боуменовой мембраны II типа
- Решётчатая дистрофия роговицы I типа